# Jules Amigues
Jules Amigues, àlies Sybil, (Perpinyà, 10 d'agost de 1829 - París, 29 d'abril de 1883) va ser un polític, periodista, traductor i escriptor nord-català en francès.

## Biografia
Fill d'un comerciant adroguer de l'Aude, Jules Amigues va començar, després de passar per l'École d'administration la seva carrera com a corresponsal a Itàlia del diari Le Temps. Traductor de diverses obres italianes, també va col·laborar al periòdic governamental Le Moniteur universel, així com a altres quotidians. Va restar fidel a la causa bonapartista després de 1870. Va participar en el funeral de l'emperador Napoleó III en 1873 i va formar part de la delegació encarregada de reconèixer el cos del príncep imperial a Woolwich. Independent de caràcter i d'esperit, formidable polemista, va participar en la defensa del capità communard Louis Rossel.
Sota la Tercera República Francesa va seguir una brillant carrera periodística en nombroses publicacions de propaganda bonapartistes. És autor d'un petit fullet per a l'ús dels treballadors, L'épître au peuple. L'empire et les ouvriers, en 1877 i cronista a Le Moniteur universel, director de L'espérance nationale, col·labora a Le Figaro i a Le Petit Caporal.
Tot i que poc conegut al Nord, en 1877, diputat per la 2a circumscripció de Cambrai com a conseqüència d'una agitada campanya. Però, invalidat l'any següent, mai va aconseguir ser reelegit per Cambrai.

## Escrits

### Literaris
- Les Amours stériles, Recull de novel·les (1865)
- Jean de l'Aiguille, biografia de John Hawkwood (1869)

### Polítics
- La politique d'un honnête homme, (1869)
- La Commune (Sous-titré: Dédié aux ouvriers et aux bourgeois), (1871)
- Rossel - Papiers posthumes, reculls i antoacions, (1871)
- Comment l'empire reviendra : épître au peuple, (1872)
- Discours au Roy, (1874)
- Les aveux d'un conspirateur bonapartiste (Sous-titré: histoires d'hier pour servir à l'histoire de demain), (1874)
- Rossel. Lettre à M. Saint-Genest sur le prétorianisme, (1875)
- La mort de Napoléon III  (Extret del diaril "Le Droit du Peuple"), (1877)
- L'Empire et les ouvriers : épître au peuple, (1877)
- La question de la capitale (Sous-titré: Décapitalisons Paris !), (1879)

### Altres
- Les fêtes romaines illustrées : feuillets de l'album d'un voyageur, (1867)

## Distincions
- Cavaller de la Legió d'Honor per decret de 15 de febrer de 1868.[3]